# Venere d'argento
Il Premio internazionale Venere d'argento è stato un premio assegnato dal 1959 al 2011 alle donne che si sono particolarmente distinte nei campi del cinema, delle arti, della scienza e della cultura, che si svolgeva ad Erice.

## Storia
Nato nel 1959 e organizzato dall'Azienda autonoma di soggiorno e turismo di Erice, il premio era un'artistica riproduzione in argento della Venere Ericina, rinvenuta ad Erice e custodita nel museo Antonio Cordici.
Tra i premiati nel corso degli anni Rita Levi Montalcini, Chiara Samugheo, Sandra Mondaini, Elda Pucci, Marina Ripa di Meana, Lea Padovani, Nilla Pizzi, Gloria Guida, Ambra Angiolini, Giovanna Mazzocchi, Lina Sastri.
La XXI edizione si è svolta nel settembre 2010, dopo una pausa di sette anni, organizzata dall'Assessorato al Turismo e Spettacolo della Regione Siciliana. Per il cinema il premio è stato assegnato a Maria Grazia Cucinotta, alla cantante Noa per la musica, a Francesca Porcellato per il sociale, e per la cultura alla scrittrice algerina Wassyla Tamzali. Un premio speciale è stato anche assegnato all'attrice e conduttrice della stessa edizione Vanessa Galipoli.
Nell'ultima edizione del 2011 sono state premiate Katia Ricciarelli, Loredana Errore, Serena Autieri e Laura Di Mauro.